# Зирянський район
Зиря́нський район (рос. Зырянский район) — адміністративна одиниця Томської області Російської Федерації.
Адміністративний центр — село Зирянське.

## Населення
Населення району становить 11417 осіб (2019; 13179 у 2010, 16052 у 2002).

## Адміністративно-територіальний поділ
На території району 4 сільських поселення:
| Поселення                       | Площа, км² | Населення, осіб (2002) | Населення, осіб (2010) | Населення, осіб (2019) | Центр      | Населені пункти |
| ------------------------------- | ---------- | ---------------------- | ---------------------- | ---------------------- | ---------- | --------------- |
| Високівське сільське поселення  | 313,99     | 1409                   | 1010                   | 910                    | Високе     | 4               |
| Дубровське сільське поселення   | 389,36     | 1403                   | 776                    | 625                    | Дубровка   | 4               |
| Зирянське сільське поселення    | 803,62     | 10006                  | 8837                   | 7645                   | Зирянське  | 7               |
| Михайловське сільське поселення | 2070,18    | 1682                   | 1286                   | 1120                   | Михайловка | 6               |
| Чердатське сільське поселення   | 388,87     | 1552                   | 1270                   | 1116                   | Чердати    | 4               |

## Найбільші населені пункти
Населені пункти з чисельністю населення понад 1000 осіб:
| № | Населений пункт | Населення, осіб (2002) | Населення, осіб (2010) |
| - | --------------- | ---------------------- | ---------------------- |
| 1 | Зирянське       | 6 267                  | 5 632                  |